# 고지 소르브어
고지 소르브어는 오늘날의 작센주의 일부에 속해 있는, 루사티아에서 사용하는 언어이다.

## 음운
고지 소르브어의 음운은 독일어에 의해서 크게 영향을 받는다. 코트부스와 규모가 큰 도시에서는 독일어의 영향을 크게 받는다. 마을과 시골지역에서의 독일어 영향은 현저하게 덜 영향을 받고, 전형적인 슬라브어의 특징이 더 많이 나타난다.

## 구
- Łužica /ˈvuʒitsa/ "루사티아"
- přećel /ˈpɕɛtɕɛlʲ/ "친구"
- Choćebuz /ˈxɞtɕɛbus/ "코트부스"
- internat /intɛʁˈnat/ "기숙 학교"
- kontrola /kɔnˈtʁɔlʲa/ "통제하다"
- september /sɛpˈtɛmbɛʁ/ "10월"
- policija /pɔˈlʲitsija/ "경찰"
- organizacija /ɔʁganʲiˈzatsija/ "조직"

## 문자
소르브어 문자는 라틴 문자에 기원을 두고 있는 문자이다. 다른 표준 문자가 상소르브어에 추가되었다.

## 같이 보기
- 소르브어
- 저지 소르브어